# Знаки почтовой оплаты Украины (2012)
Знаки почтовой оплаты Украины (2012) — перечень (каталог) знаков почтовой оплаты (почтовых марок), введённых в обращение почтой Украины в 2012 году.
В 2012 году было выпущено 98 почтовых марок, в том числе 83 памятные (коммеморативные) почтовые марки и 15 стандартных восьмого выпуска (2012—2016). Тематика коммеморативных марок охватывала юбилеи выдающихся деятелей культуры, памятники архитектуры Украины, знаменательные даты, виды представителей фауны и флоры и другие сюжеты. В обращение поступили марки номиналом от 0,05 до 62,55 гривны, а также литерным номиналом «Ж», «L», «V».
Почтовые марки были напечатаны государственным предприятием «Полиграфический комбинат Украина».

## Список коммеморативных (памятных) марок
Порядок следования элементов в таблице соответствует номеру по каталогу марок Украины на официальном сайте Укрпочты (укр. КМД УДППЗ «Укрпошта»), в скобках приведены номера по каталогу «Михель».
| № по каталогу | Изображение | Описание и источники | Номинал                    | Дата выпуска          | Тираж   | Художник            |
| --- | ----------- | --- | -------------------------- | --------------------- | ------- | ------------------- |
| № 1183 (Mi #1225) |             | Власна марка: Україна — футбольна країна: м. Київ. НСК «Олімпійський». с укр. — «Собственная марка: Украина — футбольная страна: г. Киев НСК „Олимпийский“». | V                          | 20 февраля 2012 года  | 99 988  | Елизавета Якимова   |
| № 1184 (Mi #1226) |             | Власна марка: Україна — футбольна країна: м. Харків. ОСК «Металіст». с укр. — «Собственная марка: Украина — футбольная страна: г. Харьков ОСК „Металлист“». | V                          | 20 февраля 2012 года  | 99 988  | Елизавета Якимова   |
| № 1185 (Mi #1227) |             | Власна марка: Україна — футбольна країна: м. Донецьк. «Донбас Арена». с укр. — «Собственная марка: Украина — футбольная страна: г. Донецк „Донбасс Арена“». | V                          | 20 февраля 2012 года  | 99 988  | Елизавета Якимова   |
| № 1186 (Mi #1228) |             | Власна марка: Україна — футбольна країна: м. Львів. «Арена Львів». с укр. — «Собственная марка: Украина — футбольная страна: г. Львов „Арена Львов“». | V                          | 20 февраля 2012 года  | 99 988  | Елизавета Якимова   |
| № 1187 (Mi #1229) |             | Тарас Шевченко. Укріплення Раїм. 1848. с укр. — «Тарас Шевченко „Укрепления Раим“ (1848)». | 2,00 гривны                | 9 марта 2012 года     | 210 000 | Владимир Таран      |
| № 1188 (Mi #1230) |             | Тарас Шевченко. Місячна ніч на Кос-Аралі. 1849. с укр. — «Тарас Шевченко „Лунная ночь на Кос-Арале“ (1849)». | 2,50 гривны                | 9 марта 2012 года     | 210 000 | Владимир Таран      |
| № 1189 (Mi #1231) № 1190 (Mi #1232)                                                                                           |             | Блок «20 років із часу затвердження Державного Прапора України, Державного Герба України і Державного Гімну України». с укр. — «Блок „20-летие утверждения Государственного флага Украины, Государственного Герба Украины и Государственного гимна Украины“». | 2,00 3,00 гривны           | 23 марта 2012 года    | 140 000 | Нет данных          |
| № 1191 (Mi #1233) |             | 350 років. Івано-Франківськ. Станіславів. с укр. — «350-летие Станиславова (Ивано-Франковска)». | 2,00 гривны                | 7 мая 2012 года       | 170 000 | Николай Кочубей     |
| № 1192 (Mi #1234) |             | Блок «УЄФА ЄВРО 2012тм. Україна-Польща». с укр. — «Блок „УЕФА ЕВРО 2012. Украина—Польша“». | 62,55 гривны               | 11 мая 2012 года      | 30 000  | Наталия Андрийченко |
| № 1193 (Mi #1235) |             | Михайло Стельмах. 1912—1983. с укр. — «Михаил Стельмах (1912—1983)». | 2,00 гривны                | 24 мая 2012 года      | 150 000 | Владимир Таран      |
| № 1194 (Mi #1236) № 1195 (Mi #1237) № 1196 (Mi #1238) № 1197 (Mi #1239)                                                       |             | Зчіпка «Міста-господарі УЄФА ЄВРО 2012тм»: Львів, Київ, Харків, Донецьк. с укр. — «Сцепка „Города-хозяева УЕФА ЕВРО 2012“: - Львов; - Киев; - Харьков; - Донецк». | 4,80 гривны                | 28 мая 2012 года      | 200 000 | Елизавета Якимова   |
| № 1198 (Mi #1240) № 1199 (Mi #1241) № 1200 (Mi #1242) № 1201 (Mi #1243)                                                       |             | Зчіпка з чотирьох марок «Футбольні арени УЄФА ЄВРО 2012тм»: «Арена Львів», НСК «Олімпійський», ОСК «Металіст», «Донбас Арена». с укр. — «Сцепка из четырёх марок „Футбольные арены УЕФА ЕВРО 2012“: - Арена Львов; - НСК Олимпийский; - ОСК Металист; - Донбасс Арена». | 4,80 гривны                | 28 мая 2012 года      | 200 000 | Елизавета Якимова   |
| № 1202 (Mi #1244) |             | UEFA EURO 2012тм": Славко і Славек. с укр. — «UEFA EURO 2012тм": Славко и Славек». | 4,80 гривны                | 1 июня 2012 года      | 200 000 | Нет данных          |
| № 1203 (Mi #1249) № 1204 (Mi #1250)                                                                                           |             | Зчіпка з двох марок «ЄВРОПА» 125 років від часу встановлення геодезичного знаку «Центр Європи». с укр. — «Сцепка из двух марок „Европа“ 125 лет со дня установления геодезического знака „Центр Европы“». | 4,00 5,60 гривны           | 13 июня 2012 года     | 150 000 | Наталия Андрийченко |
| № 1205 (Mi #1245) |             | UEFA EURO 2012тм: футбольні арени. с укр. — «UEFA EURO 2012тм": футбольные арены». | 12,00 гривен               | 8 июня 2012 года      | 200 000 | Нет данных          |
| № 1206 (Mi #1246) |             | «UEFA EURO 2012тм»: логотип. с укр. — «UEFA EURO 2012тм": логотип». | 27,60 гривны               | 8 июня 2012 года      | 300 000 | Нет данных          |
| № 1207 (Mi #1247) № 1208 (Mi #1248)                                                                                           |             | Блок «Фінальна частина чемпіонату Європи з футболу 2012 р». с укр. — «Блок „Финальная часть чемпионата Европы по футболу 2012 г“.». | 27,60 гривны               | 11 июня 2012 года     | 200 000 | Нет данных          |
| № 1209 (Mi #1251) № 1210 (Mi #1252) № 1211 (Mi #1253)                                                                         |             | Блок «Україна вітає EURO 2012тм». с укр. — «Блок „Украина приветствует EURO 2012тм“». | 13,80 гривны               | 25 июня 2012 года     | 30 000  | Юлика Правдохина    |
| № 1212 (Mi #1256) |             | Вагонобудування в Україні: Вагон дерев’яний. с укр. — «Серия „Вагоностроение на Украине“: - Вагон деревянный». | 2,00 гривны                | 27 июля 2012 года     | 170 000 | Валерий Руденко     |
| № 1213 (Mi #1257) |             | Вагонобудування в Україні: Вагон пасажирський. с укр. — «Серия „Вагоностроение на Украине“: - Вагон пассажирский». | 2,00 гривны                | 27 июля 2012 года     | 170 000 | Валерий Руденко     |
| № 1214 (Mi #1258) |             | Вагонобудування в Україні: Вагон пасажирський. с укр. — «Серия „Вагоностроение на Украине“: - Вагон пассажирский». | 2,00 гривны                | 27 июля 2012 года     | 170 000 | Валерий Руденко     |
| № 1217 (Mi #1259) № 1218 (Mi #1260) № 1219 (Mi #1261) № 1220 (Mi #1262)                                                       |             | Зчіпка з чотирьох марок «Спорт». с укр. — «Сцепка из четырёх марок „Спорт“». | 5,30 2,50 2,00 гривны      | 27 июля 2012 года     | 140 000 | Владимир Таран      |
| № 1221 (Mi #1263) |             | XII Національна філателістична виставка «Укрфілексп-2012». Одеса. с укр. — «XII Национальная филателистическая выставка „Укрфилэксп-2012“, Одесса». | 2,00 гривны                | 10 августа 2012 года  | 120 000 | Владимир Таран      |
| № 1222 (Mi #1264) № 1223 (Mi #1265) № 1224 (Mi #1266) № 1225 (Mi #1267)                                                       |             | Блок Поштові марки УСРР: «20 карб.+20 карб. Допомога голодуючим»; «150 карб.+50 карб.»; «10 карб.+10 карб. Допомога голодуючим»; «90 карб.+30 карб. Допомога голодуючим». с укр. — «Блок „Почтовые марки УССР“: - „20 карб.+20 карб. Помощь голодающим“; - „150 карб.+50 карб.“; - „10 карб.+10 карб. Помощь голодающим“; - „90 карб.+30 карб. Помощь голодающим“». | 4,80 2,00 2,50 4,30 гривны | 13 августа 2012 года  | 132 000 | Светлана Бондарь    |
| № 1226 (Mi #1268) |             | Павло Попович. 1930—2009. с укр. — «Павел Попович (1930—2009». | 2,00 гривны                | 15 августа 2012 года  | 120 000 | Василий Василенко   |
| № 1227 (Mi #1269) № 1228 (Mi #1270) № 1229 (Mi #1271) № 1230 (Mi #1272) № 1231 (Mi #1273)                                     |             | Блок «Українське подвір’я»: Півень; Кріль, Кінь, Коза, Гуси. с укр. — «Блок „Украинское подворье“: - Петух; - Кролик; - Лошадь; - Коза; - Гуси». | 2,50 2,00 гривны           | 18 августа 2012 года  | 132 000 | Кость Лавро         |
| № П-15 (Mi #1274) |             | «Власна марка»: Державна символіка. с укр. — «„Собственная марка“: Государственная символика». | V                          | 23 августа 2012 года  | 99 990  | Елизавета Якимова   |
| № 1232 (Mi #1277) № 1233 (Mi #1278) № 1234 (Mi #1279) № 1235 (Mi #1280)                                                       |             | Блок «Щедра Україна. Літо»: Чорнобривець розлогий (Tagetes patula); Рожа рожева (Alcea rosea); Суниця лісова (Fragaria vesca); Вишня звичайна (Cerasus vulgaris). с укр. — «Блок „Щедрая Украина. Лето“: - Бархатцы мелкоцветные (Tagetes patula); - Штокроза розовая (Alcea rosea); - Земляника лесная (Fragaria vesca); - Вишня обыкновенная (Cerasus vulgaris)». | 2,00 3,50 3,30 гривны      | 1 сентября 2012 года  | 84 000  | Наталия Кохаль      |
| № 1236 (Mi #1275) № 1237 (Mi #1276)                                                                                           |             | Серія «Казковий світ». «Залізноноса Босорканя». с укр. — «Серия „В мире сказок“: - Железноносая Босорканя». | 2,50 2,00 гривны           | 1 сентября 2012 года  | 140 000 | Владислав Ерко      |
| № 1238 (Mi #1281) |             | Хмарочос Гінзбурга. 100 років. с укр. — «100-летие небоскрёба Гинзбурга». | 2,00 гривны                | 14 сентября 2012 года | 150 000 | Татьяна Нестерова   |
| № 1239 (Mi #1282) |             | Судак. 1800 років. с укр. — «1800-летие Судака». | 2,00 гривны                | 20 сентября 2012 года | 150 000 | Николай Кочубей     |
| № 1240 (Mi #1283) |             | Блок «80 років Донецькій області». с укр. — «Блок „80-летие Донецкой области“». | 2,00 гривны                | 25 сентября 2012 года | 80 000  | Нет данных          |
| № 1241 (Mi #1284) № 1242 (Mi #1285) № 1243 (Mi #1286) № 1244 (Mi #1287)                                                       |             | Блок «Нікітський ботанічний сад — Національний науковий центр. 200 років»: «Беседка»; «Административное здание»; «Партер»; «Кактус Ехіноцереус (Echinocereus engelmannii)». с укр. — «Блок „Никитский ботанический сад — 200-летие Национального научного центра“: - Беседка; - Административное здание; - Партер; - Кактус Эхиноцереус (Echinocereus engelmannii)». | 2,00 2,50 5,30 гривны      | 4 октября 2012 года   | 91 000  | Николай Кочубей     |
| № 1245 (Mi #1288) |             | Моя люба Україна. с укр. — «Моя любимая Украина». | 2,00 гривны                | 9 октября 2012 года   | 150 000 | Алёна Панасюк       |
| № 1246 (Mi #1289) |             | Гетьманська столиця Чигирин. 500 років. с укр. — «500-летие гетманской столицы Чигирин». | 2,00 гривны                | 14 октября 2012 года  | 173 000 | Оксана Шуклинова    |
| № 1247 (Mi #1290) |             | Битва на Синіх Водах. 1362—2012. с укр. — «Битва на Синих Водах (1362)». | 2,00 гривны                | 24 октября 2012 года  | 150 000 | Алексей Руденко     |
| № 1248 (Mi #1291) № 1249 (Mi #1292) № 1250 (Mi #1293) № 1251 (Mi #1294)                                                       |             | Блок «Вітряки України». с укр. — «Блок „Ветряные мельницы Украины“». | 2,00 2,50 3,30 4,80 гривны | 9 ноября 2012 года    | 80 000  | Юрий Логвин         |
| № 1252 (Mi #1295) |             | Андрій Малишко. 1912—1970. с укр. — «Андрей Малышко (1912—1970». | 2,00 гривны                | 14 ноября 2012 года   | 150 000 | Владимир Таран      |
| № 1253 (Mi #1296) № 1254 (Mi #1297) № 1255 (Mi #1298) № 1256 (Mi #1299) № 1257 (Mi #1300) № 1258 (Mi #1301) № 1259 (Mi #1302) |             | Малий аркуш «Сім чудес України: замки, фортеці, палаци» з семи марок: «Аккерманська фортеця», «Воронцовський палац», «Митрополичий палац», «Хотинська фортеця», «Луцький Верхній замок», «Кам’янець-Подільська фортеця», «Палац у Качанівці». с укр. — «Малый марочный лист „Семь чудес Украины: замки, крепости, дворцы“ из семи марок: - Аккерма́нская кре́пость; - Воронцовский дворец; - Резиденция митрополитов; - Хотинская крепость; - Верхний замок Луцка; - Каменец-Подольская крепость; - Дворец в Качановке». | 2,50 гривны                | 29 ноября 2012 года   | 80 000  | Мария Гейко         |
| № 1260 (Mi #1303) № 1261 (Mi #1304)                                                                                           |             | Марки надруковані зчіпкою з 2-х марок «З Новим роком та Різдвом Христовим!» с укр. — «Марки, напечатанные сцепкой из двух марок „С Новым годом и Рождеством Христовым!“» | 2,00 гривны                | 8 декабря 2012 года   | 203 000 | Алёна Левская       |
| № 1262 (Mi #1305) № 1263 (Mi #1306) № 1264 (Mi #1307) № 1265 (Mi #1308) № 1266 (Mi #1309)                                     |             | Блок «Земноводні України»: Жовточерева джерелянка, Сіра ропуха, Зелена ропуха, Трав’яна жаба, Звичайна землянка. с укр. — «Блок „Земноводные Украины“: - Желтобрюхая жерлянка (Bombina variegata); - Серая жаба (Bufo bufo); - Зелёная жаба (Bufo viridis); - Травяная лягушка (Rana temporaria); - Толстоголовая травянка (Pelobates fuscus)». | 2,00 4,30 5,40 гривны      | 17 декабря 2012 года  | 80 000  | Наталия Кохаль      |
| № 1267 (Mi #1310) |             | «Національний одяг». с укр. — «Национальный костюм». | 2,00 гривны                | 28 декабря 2012 года  | 147 000 | Юлика Правдохина    |
| № 1268 (Mi #1311) № 1269 (Mi #1312)                                                                                           |             | Фільм «Людина з кіноапаратом». с укр. — «Фильм „Человек с киноаппаратом“ — сцепка из двух марок: - Объектив; - Кинокамера». | 2,00 гривны                | 29 декабря 2012 года  | 109 000 | Нет данных          |

## Восьмой выпуск стандартных марок
В 2012 году выпущен восьмой выпуск стандартных марок независимой Украины: в обращение поступили знаки почтовой оплаты денежным, а также литерным номиналом: «Ж», «L», который соответствует заранее указанному Укрпочтой тарифу на пересылку корреспонденции, а также эквивалентен определённой сумме в гривнях или долларах США, стоимость для продажи последних рассчитывается по курсу НБУ.
Порядок следования элементов в таблице соответствует номеру по каталогу марок Украины на официальном сайте Укрпочты (укр. КМД УДППЗ «Укрпошта»), в скобках приведены номера по каталогу «Михель».
| № по каталогу     | Изображение | Описание и источники                                             | Номинал      | Дата выпуска        | Тираж    | Художник       |
| ----------------- | ----------- | ---------------------------------------------------------------- | ------------ | ------------------- | -------- | -------------- |
| № 1170 (Mi #1212) |             | «Робінія (Акація біла)». с укр. — «Робиния (Белая акация)».      | 0,20 гривны  | 14 января 2012 года | массовый | Владимир Таран |
| № 1171 (Mi #1213) |             | «Горіх волоський». с укр. — «Орех грецкий».                      | 0,40 гривны  | 14 января 2012 года | массовый | Владимир Таран |
| № 1172 (Mi #1214) |             | «Береза повисла». с укр. — «Берёза повислая».                    | 0,70 гривны  | 14 января 2012 года | массовый | Владимир Таран |
| № 1173 (Mi #1215) |             | «Клен гостролистий». с укр. — «Клён остролистный».               | 2,50 гривны  | 14 января 2012 года | массовый | Владимир Таран |
| № 1174 (Mi #1216) |             | «Липа серцелиста». с укр. — «Липа сердцевидная».                 | 3,00 гривны  | 24 января 2012 года | массовый | Владимир Таран |
| № 1175 (Mi #1217) |             | «Бук лісовий». с укр. — «Бук европейский».                       | 4,80 гривны  | 24 января 2012 года | массовый | Владимир Таран |
| № 1176 (Mi #1218) |             | «Вільха сіра». с укр. — «Ольха серая».                           | 5,00 гривен  | 24 января 2012 года | массовый | Владимир Таран |
| № 1177 (Mi #1219) |             | «В'яз гладенький». с укр. — «Вяз гладкий».                       | 8,00 гривен  | 24 января 2012 года | массовый | Владимир Таран |
| № 1178 (Mi #1220) |             | «Осика». с укр. — «Осина».                                       | 10,00 гривен | 24 января 2012 года | массовый | Владимир Таран |
| № 1179 (Mi #1221) |             | «Горобина звичайна». с укр. — «Рябина обыкновенная».             | 0,05 гривны  | 3 февраля 2012 года | массовый | Владимир Таран |
| № 1180 (Mi #1222) |             | «Ясен звичайний». с укр. — «Ясень обыкновенный».                 | 0,30 гривны  | 3 февраля 2012 года | массовый | Владимир Таран |
| № 1181 (Mi #1223) |             | «Гіркокаштан звичайний». с укр. — «Конский каштан обыкновенный». | 0,50 гривны  | 3 февраля 2012 года | массовый | Владимир Таран |
| № 1182 (Mi #1224) |             | «Дуб звичайний». с укр. — «Дуб черешчатый».                      | 2,00 гривны  | 3 февраля 2012 года | массовый | Владимир Таран |
| № 1215 (Mi #1254) |             | «Верба біла». с укр. — «Ива белая».                              | Ж            | 25 июля 2012 года   | массовый | Владимир Таран |
| № 1216 (Mi #1255) |             | «Явір». с укр. — «Клён белый (или я́вор)».                        | L            | 25 июля 2012 года   | массовый | Владимир Таран |

## Комментарии
1. ↑  Коммеморативные марки — обобщённое название специальных художественных (памятных, юбилейных и других) почтовых марок. Для упрощения терминологии в случаях, когда требуется лишь подчеркнуть, что данная марка не является общеупотребляемой (то есть стандартной), под термином «коммеморативная марка» подразумевают, кроме перечисленных выше, также тематические (рисунки которых, посвящены определённой теме коллекционирования) марки. Также все упомянутые марки, объединённые термином «коммеморативная», имеют общую черту: как правило, такие марки изготовляются на высоком полиграфическом уровне[5].
2. ↑  Ниже приведён перечень памятных художественных марок (с возможностью сортировки по номиналу, тиражу и дате введения в обращение).
3. 1 2 3 4 5  Литерный номинал «V» соответствует тарифу на пересылку неприоритетного простого почтового отправления, массой до 20 грамм в пределах Украины[10]. Литерный номинал «V» эквивалентен 4,00 грн (курсовая стоимость марки приведена по данным Укрпочты на 27 октября 2017 года)[11].
4. 1 2 3 4 5 6 7  Автор не указан в АИ.
5. ↑  Ниже приведён перечень стандартных марок (с возможностью сортировки по номиналу, тиражу и дате введения в обращение).
6. ↑  Литерный номинал «Ж» эквивалентен 1,00 $[11].
7. ↑  Литерный номинал «L» соответствует тарифу на пересылку приоритетного простого почтового отправления, массой до 20 грамм в пределах Украины[10]. Литерный номинал «L» эквивалентен 5,20 грн (курсовая стоимость марки приведена по данным Укрпочты на 27 октября 2017 года)[11].